# VISUM
VISUM es una herramienta de software para la macromodelación de transporte, desarrollada por la empresa PTV -- Planung Transport Verkehr AG en Karlsruhe, Alemania. El fundamento teórico de VISUM se sitúa en la universidad de Karlsruhe en los años 80. Es uno software flexible para la planificación de transporte, para la modelización de transporte y los análisis de redes. VISUM aplica el clásico algoritmo de los 4 pasos. Es utilizado en todas la latitudes para la planeación a escala nacional, regional y urbana. Se complementa con el simulador de tráfico VISSIM con el cual hay completa interoperabilidad.